# (196772) Fritzleiber
(196772) Fritzleiber est un astéroïde de la ceinture principale.

## Description
(196772) Fritzleiber est un astéroïde de la ceinture principale. Il fut découvert par Bernard Christophe le 23 septembre 2003 à l'observatoire de Saint-Sulpice. Il présente une orbite caractérisée par un demi-grand axe de 2,84 UA, une excentricité de 0,073 et une inclinaison de 1,31° par rapport à l'écliptique.
Il fut nommé en hommage à Fritz Leiber, écrivain américain de fantasy et de science-fiction.

## Compléments